# Omophron madagascariense
Omophron (Omophron) madagascariense – gatunek chrząszcza z rodziny biegaczowatych, podrodziny Omophroninae i plemienia Omophronini.

## Morfologia
Od podobnego Omophron amandae różni się 14 rzędami (striae) na pokrywach, mocniej zaokrąglonymi wierzchołkowymi kątami przedplecza oraz kształtem przedpiersia oraz prostym (bez delikatnego falowania) wierzchołkiem aedeagusa w widoku bocznym.

## Występowanie
Gatunek ten jest endemitem Madagaskaru.